# Kiesérite
La kiesérite ou kieserite est une espèce minérale, assez rare et instable à l'air ambiant, de sulfate de magnésium monohydraté de formule MgSO4•H2O. Elle est caractéristique et assez abondante dans les formations évaporites, notamment marines, où elle peut être considérée comme une roche. Elle apparaît beaucoup plus rarement, sous forme d'efflorescences volcaniques, de dépôts hydrothermaux ou fumerolliens. 

## Historique de la description et appellations

### Inventeur et étymologie
Décrite à partir d'échantillons de Staßfurt analysés par le minéralogiste allemand Eduard Reichardt (de) en 1861, qui l'a dédiée au médecin allemand et président de l'Académie d'Iéna (Allemagne), le grand professeur de médecine psychiatrique Dietrich Georg von Kieser (1779 - 1862).

### Topotype
- Stassfurt, Stassfurter Kalisalzlagerstätte, Saxe-Anhalt, Allemagne

### Synonymie
- Martinsite (Kenngott 1859)[3].

## Caractéristiques physico-chimiques

### Critères de détermination
- soluble dans l'eau
- goût caractéristique

### Cristallochimie
Elle sert de chef de file un groupe de minéraux isostructuraux qui porte son nom 
groupe de la kiesérite
- Kiesérite MgSO4•(H2O) C 2/c 2/m
- Szomolnokite FeSO4•(H2O) A 2/a 2/m
- Szmikite MnSO4•(H2O) A 2/a 2/m
- Poitevinite (Cu, Fe, Zn)SO4•(H2O) P1 1
- Gunningite (Zn, Mn)SO4•(H2O) A 2/a 2/m
- Dwornikite (Ni, Fe)SO4•(H2O) C 2/c 2/m
- Cobaltkiesérite CoSO4•H2O C 2/c 2/m

### Cristallographie
- Paramètres de la maille conventionnelle : {\displaystyle a} = 7,51 Å, {\displaystyle b} = 7,61 Å, {\displaystyle c} = 6,92 Å ; Z = 4 ; V = 360,00 Å3
- Densité calculée = 2,55 g cm−3

Son clivage est excellent.

### Propriétés physiques
Cristallisée dans le système cristallin monoclinique avec une densité proche de 2,7, elle est asse rarement incolore, le plus souvent blanche, blanc gris ou jaunâtre, avec un éclat vitreux et une dureté de 3,5. Elle laisse une trace blanche.

### Propriétés chimiques
La kieserite fond au chalumeau, et perd ainsi facilement son eau de structure au-delà de 200 °C. L'analyse chimique pondérale donne en masse 29% MgO, 58% SO3 et 13% H2O
Elle est très hygroscopique, elle absorbe l'eau à l'air libre légèrement humide et devient le plus souvent à terme de l'epsomite. C'est pourquoi il faut garder les échantillons en boîtes ou sachets hermétiques, et les maintenir en contact exclusif avec de l'air sec. 
Placée dans l'eau, elle est toutefois lentement soluble, même à l'état de poudre. Sa solubilité ultime dépasse 41 g pour 100 g d'eau pure à 20 °C. 
Une mise en contact mesurée avec de l'eau produit une masse malléable après malaxage, ayant la propriété de durcir. C'est une sorte d'équivalent, mais moins aisé et pratique, du gâchage du plâtre.

## Gîtes et gisements
Ce minéral apparaît le plus fréquemment soit entre des lits de halite, soit associé à la carnallite, à la sylvine et autres sels de potassium et magnésium qui constituent souvent les dépôts ultimes d'une séquences d'évaporites marines. Elle constitue parfois des bancs rocheux ou amas massifs. 

### Gîtologie et minéraux associés
GîtologieDans les gisements de sels formés par évaporation de l'eau de mer et, plus rarement, comme efflorescence volcanique et dépôt hydrothermaux.
Minéraux associésanhydrite, boracite, carnallite, célestine, epsomite, halite, sylvine, picromérite, léonite, polyhalite, sulfoborite.

### Gisements producteurs de spécimens remarquables
- Allemagne

Stassfurt, Stassfurter Kalisalzlagerstätte, Saxe-Anhalt- Gisement topotype avec des bancs rocheux atteignant parfois 30 cm d'épaisseur.
- Autriche

Salzbergwerk, Altaussee, Bad Aussee, Styrie
Hallstadt, Salzbourg
- Italie

Mine de Sambuco, Monte Sambuco, Province de Caltanissetta, Sicile.
- Russie

Ozinki
- Pologne

Mines de sel de Kalusz
- Ukraine
- USA

Bassin Permien, entre Texas et Nouveau-Mexique.
- Carlsbad, Nouveau-Mexique
- Planète Mars

Début 2005, l'instrument OMEGA de la sonde européenne Mars Express a identifié de la kiesérite sur la planète Mars dans la région de Meridiani Planum, ce qui est considéré comme une preuve supplémentaire de la présence passée de quantités significatives d'eau liquide sur cette planète après la découverte de jarosite dans la même région par le rover Opportunity l'année précédente.

## Exploitation des gisements et usages
Elle est utilisée dans la production du sel d'Epsom, le sulfate de magnésium heptahydraté MgSO4.7 H2O. 
Elle entre dans la composition des engrais chimiques magnésiens, souvent en association avec les engrais potassiques.
Tout comme l'epsomite ou le sel d'Epsom, elle est connue pour ses propriétés laxatives et purgative en médecine.  